# Toulouse Métropole Habitat
Toulouse Métropole Habitat est l'office public de l'habitat (OPH) de la collectivité de Toulouse Métropole.
Il succède à l'office public d'habitations à bon marché (OPHBM) de la ville de Toulouse, fondé en 1921, qui a une politique volontariste à la fin des années 1920 et au début des années 1930 par la construction des premiers immeubles HBM et de cités-jardins. Elle est poursuivie, après la Seconde Guerre mondiale, par l'office public d'habitations à loyer modéré (OPHLM) dans un contexte marqué par la pénurie de logements. Il participe en particulier à la réalisation de vastes programmes de construction des cités de la ville, et en particulier au projet de « nouvelle ville » du Mirail, dans le sud-ouest toulousain.
L'OPHLM, devenu office public d'aménagement et de construction (OPAC) de Toulouse, est devenu en Habitat Toulouse. En 2017, ses compétences sont élargies à 48 autres communes, pour la plupart membres de la collectivité de Toulouse Métropole, mais aussi plusieurs communes se situant hors de cette dernière, quoique toutes dans le département de la Haute-Garonne.
En 2022, Toulouse Métropole gère un patrimoine de plus de 18 968 logements, ce qui en fait le premier bailleur social de la Haute-Garonne et le troisième d'Occitanie.

## Géographie
Toulouse Métropole Habitat est implanté dans les communes suivantes :
- 22 communes de Toulouse Métropole : Toulouse (siège), Aucamville, Aussonne, Balma, Beauzelle, Blagnac, Castelginest, Cornebarrieu, Cugnaux, Fenouillet, Fonbeauzard, Gagnac-sur-Garonne, Gratentour, Launaguet, L'Union, Mondonville, Montrabé, Pin-Balma, Saint-Alban, Seilh, Tournefeuille, Villeneuve-Tolosane ;
- 10 communes de la communauté d'agglomération du Muretain Agglo : Eaunes, Fonsorbes, Frouzins, Labarthe-sur-Lèze, Lavernose-Lacasse, Le Fauga, Pins-Justaret, Roques, Saint-Clar-de-Rivière et Saint-Lys ;
- 2 communes de la communauté d'agglomération du Sicoval : Belberaud et Escalquens ;
- 1 commune de la communauté de communes Cœur de Garonne : Lherm ;
- 4 communes de la communauté de communes des Coteaux Bellevue : Castelmaurou, Pechbonnieu, Rouffiac-Tolosan et Saint-Geniès-Bellevue ;
- 1 commune de la communauté de communes des Coteaux du Girou : Gémil ;
- 3 communes de la communauté d'agglomération Le Grand Ouest Toulousain : La Salvetat-Saint-Gilles, Léguevin, Plaisance-du-Touch ;
- 3 communes de la communauté de communes des Hauts Tolosans : Daux, Grenade et Merville ;
- 4 communes de la communauté de communes du Frontonnais : Bouloc, Castelnau-d'Estrétefonds, Fronton et Saint-Sauveur ;
- 1 commune de la communauté de communes des Terres du Lauragais : Sainte-Foy-d'Aigrefeuille ;
- 3 communes de la communauté de communes Val'Aïgo : Bessières, Mirepoix-sur-Tarn, Villemur-sur-Tarn ;
- 2 communes de la communauté de communes du Volvestre : Gensac-sur-Garonne et Saint-Sulpice-sur-Lèze.

## Histoire

### Création et développement de l'OPHBM (1925-1950)
Le 26 mars 1920, le conseil municipal de Toulouse, dirigé par Paul Feuga, sur une liste de Bloc national, décide la création de l'office public d'habitations à bon marché (OPHBM) de Toulouse. Il lui octroie une dotation de 10 000 francs, ainsi qu'un local de la mairie. Le projet reçoit, en septembre 1920, le soutien du comité de patronage des habitations à bon marché et de la prévoyance sociale de la Haute-Garonne puis, en décembre 1920, du conseil supérieur des habitations à bon marché. La création est finalement confirmée le 2 avril 1921 par un décret du président de la République, Alexandre Millerand. Il est présidé par Pierre Souillard, adjoint au maire et délégué au travail et à la prévoyance sociale, et son siège est établi à l'hôtel du Sénéchal (actuel no 17 rue Charles-de-Rémusat). Pourtant, l'action de l'OPHBM reste limitée dans ses premières années : la création de l'OPHBM n'a pas véritablement le soutien de la majorité municipale, qui a accepté de céder aux recommandations insistantes du préfet de la Haute-Garonne, Joseph Giraud, mais n'apporte pas l'aide financière nécessaire à son fonctionnement.
À la suite des élections municipales de 1925 et la victoire de la liste conduite par la SFIO, le nouveau maire, Étienne Billières, souhaite donner une nouvelle impulsion à la politique municipale du logement, qui s'inscrit d'ailleurs dans un mouvement plus large de construction de nouveaux services à destination de la population, dans un souci d'amélioration des conditions de vie, par la réalisation de nouvelles écoles, l'amélioration de l'hygiène, et l'aménagement du parc des sports municipal sur l'île du Ramier. Émile Berlia, maire adjoint au logement et président de l'OPHBM de 1925 à 1940, joue un rôle décisif dans son développement : entre 1925 et 1939, 1800 logements sont construits.

## Organisation

### Conseil d'administration
Le conseil d'administration de Toulouse Métropole Habitat a pour mission de définir la politique générale, ainsi que les programmes d'aménagement et de constructions. Il réalise des opérations d'habitation à loyer modéré et assure la gestion des logements dont il a la gestion. Enfin, il décide des emprunts, vote le budget et approuve les comptes.
Il est composé d'élus, d'administrateurs et de membres de la société civile :
- 6 membres, élus issus des communes membres de Toulouse Métropole et conseillers métropolitains ;
- 7 membres qualifiés désignés par Toulouse Métropole ;
- 4 personnes désignées par des acteurs du logement social – association Espoir, groupe Action Logement, CAF, UDAF ;
- 4 représentants élus des locataires, issus de diverses associations de locataires : la Confédération nationale du logement (CNL), la Confédération de la consommation, du logement et du cadre de vie (CLCV), la Confédération syndicale des familles (CSF) et Droit au logement (DAL) ;
- 2 représentants des syndicats des employés de Toulouse Métropole Habitat ;
- 2 membres ayant seulement un rôle consultatif : le préfet de la Haute-Garonne et le secrétaire du comité social et économique (CSE) de Toulouse Métropole Habitat.

### Présidence
- 1921-1925 : Pierre Souillard
- 1925 : Marius Dulong
- 1925-1940 : Émile Berlia
- 1940-1941 : Albert Ginesty
- 1941-1943 : Charles de Seguin des Hons
- 1944-1945 : Charles César-Bru
- 1945-1952 : Jean Gibert
- 1952-1963 : André Méric
- 1964-1977 : Pierre Cougoule
- 1977-1983 : Pierre Duin
- 1983-1988 : Marcel Cavaillé
- 1988-2008 : Françoise de Veyrinas
- 2008-2014 : Stéphane Carassou
- 2014-2020 : Franck Biasotto
- 2020 : Daniel Rougé
- depuis 2020 : Bertrand Serp

### Direction générale
- 2022- : Luc Laventure